# Бернард Диц
Бернард Диц (рођен 22. марта 1948. у Хаму) бивши је немачки фудбалер.

## Каријера
Дебитовао је за први тим СВ Бокум-Хефел 1958. године. Између 1970. и 1982. био је играч МСВ Дуизбурга. Био је капитен тима који је стигао до полуфинала Купа УЕФА у сезони 1978/79. Између 1982. и 1987. био је фудбалер Шалкеа 04, где је завршио активну фудбалску каријеру.
У периоду од 1974. до 1981. наступио је 53 пута за репрезентацију Западне Немачке. Дана 22. децембра 1974. дебитовао је за репрезентацију у квалификацијама за Европско првенство против Малте. Учествовао је на Светском првенству у Аргентини 1978. Био је капитен тима на Европском првенству 1980. године када су постали прваци.
Након завршетка играчке каријере, радио је као фудбалски тренер.

## Репрезентативни успеси

### Западна Немачка
- Европско првенство (1) : 1980.